# Хассі-Р'Мель – Арзу (конденсатопровід)
Хассі-Р'Мель – Арзу (конденсатопровід) – спеціалізований трубопровід в Алжирі, призначений для транспортування конденсату. Також відомий як NZ1.
Найбільше алжирське газове родовище Хассі-Р'Мель продукує великі обсяги конденсату, для видачі якого до середземноморського узбережжя в 1978 спорудили трубопровід до Арзу (тут розташовані нафтопереробний завод та експортний термінал). Довжина трубопроводу 506 км при діаметрі труб 750 мм. Перекачування конденсату забезпечують 3 насосні станції, при цьому проектна пропускна здатність становила 21 млн тонн на рік. Втім, станом на другу половину 2010-х NZ1 міг транспортувати не більше ніж 7,8 млн тонн на рік.
Можливо відзначити, що через Хассі-Р'Мель – Арзу відправляють легкий конденсат (з пониженим вмістом фракції С6+), тоді як певні обсяги важкого конденсату видаються по конденсатопроводу Хассі-Р'Мель – Хассі-Месауд.